# 公兴镇 (阜宁县)
公兴镇是中国江苏省盐城市阜宁县下辖的一个镇。2009年，该镇撤销，并入东沟镇。

## 行政区划
公兴镇下辖以下行政区：
公兴居委会、崔庄村、射河村、裴桥村、太平桥村、桥东村、双河村、东盛村、青南村、孙利村、青墩村、三益村、北盛村